# Broken Boy Soldier
"Broken Boy Soldier" – trzeci singel zespołu The Raconteurs z albumu Broken Boy Soldiers wydany w 2006. 

## Teledysk
Teledysk przedstawia zabawkowego żołnierzyka budującego się poprzez przygodową podróż, która doprowadza do chłopca otrzymującego zabawkę na urodziny, a następnie niszczącego ją.

## Lista utworów

### CD
1. Broken Boy Soldier
2. Broken Boy Soldier (KCRW Session)
3. Yellow Sun

### 7" (F)
1. Broken Boy Soldier
2. Headin' for the Texas Border (Live)

### 7" (G)
1. Broken Boy Soldier (Live)
2. Blue Veins (KCRW Session)